# カール・サンドバーグ
カール・サンドバーグ（Carl Sandburg, 1878年1月6日 - 1967年7月22日）はアメリカの詩人で、作家、編集者。スウェーデン系アメリカ人。元々の苗字はダニエルソンで、サンドバーグという名は父親によって改められたものである。
エイブラハム・リンカーンの伝記の執筆で知られ、この本でピューリッツァー賞を受賞している。

## 生涯
スウェーデンからの移民の子供として、イリノイ州ゲイルスバーグに生まれる。父親は鍛冶屋で、鉄道でも働いた。彼はイリノイ州の中西部で育った。サンドバーグは、13歳の時に学校をやめ、様々な仕事を転々とした。その中では画家として働いたこともある。
志願兵として米西戦争に参加、1898年7月25日のプエルトリコのグアニカ上陸作戦にも参加したが、戦闘には参加していない。陸軍士官学校の入試で、自身の言葉によれば文法と計算で失敗、その2週間後、郷里ゲイルスバーグのロンバード大学に入学する。しかし、1903年大学を退学。ミルウォーキーで社会民主党に入党し、社民党市長エミル・ザイデル（当時は米国で最初の"社会主義の"市長と言われる）の秘書になった。社会民主党の関係で（ポーラと呼ばれる）リリアン・スタイケンの面識を得る。彼女は写真家エドワード・スタイケンの妹で、彼は1929年にエドワード·スタイケンの伝記を執筆している。
1908年にリリアン・スタイケンと結婚、夫婦には3人の娘が生まれた。第一次世界大戦中は戦争特派員であった（1918年 "コーンハスカーズ" の中に当時のことを書いている）。1912年から1928年までシカゴとその近郊に住み、"シカゴ・デイリー・ニュース"（1919年から）と"デイブック"の記者として活動した。
1904年に、最初の詩集を出版（ "無謀なエクスタシーで"、チャールズ・サンドバーグ名義）。1916年に出版した詩集"シカゴ詩集"で一躍有名になる。その中で彼はシカゴを次のように表現している。

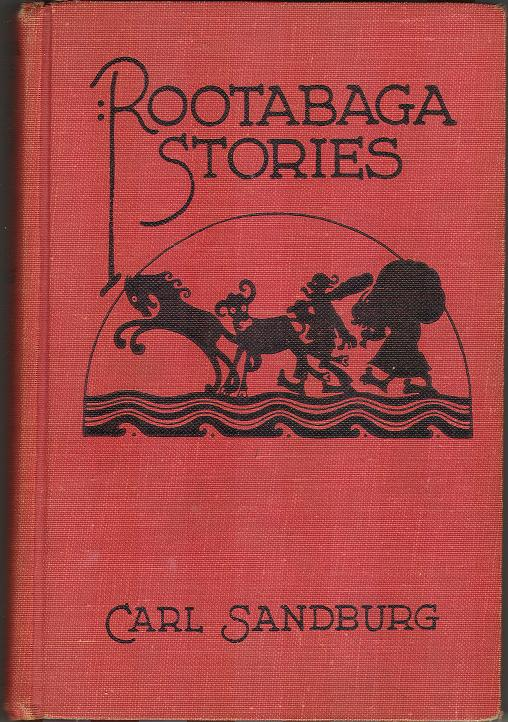
サンドバーグの『ロータバガ・ストーリーズ』の表紙

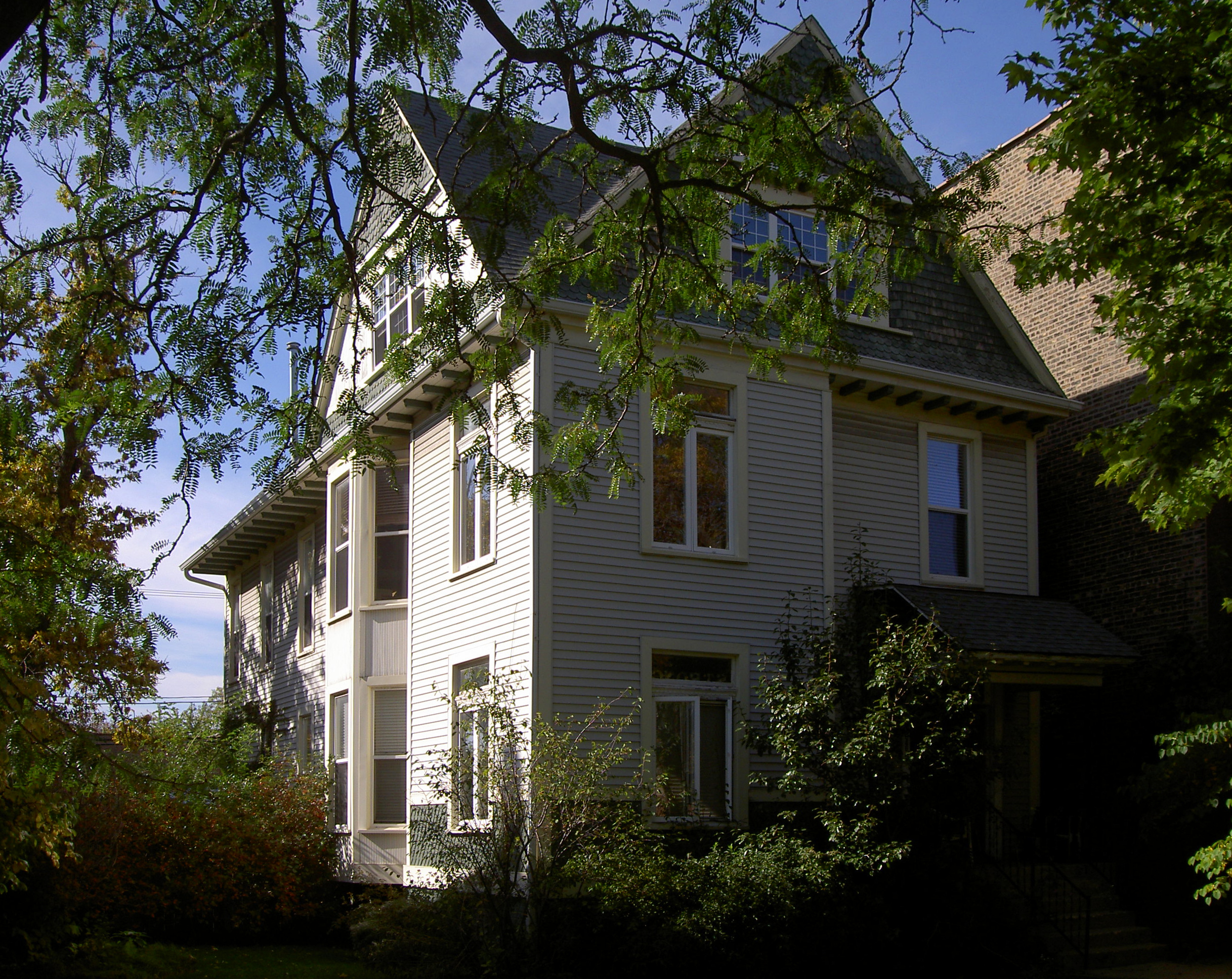
カール・サンドバーグは詩集『シカゴ詩集』の執筆当時、この建物の部屋に3年間に渡り住んでいた。建物はこんにちではシカゴのランドマークとなっている。

詩人としての彼は20世紀初頭の"シカゴ・ルネッサンス"の重要人物の一人であった。中西部の労働者階級の言語を頻繁に使用し（1919年の"シカゴ人種暴動"、 1936年の"人々に、はい"）、またアメリカのフォークソング（ "アメリカ歌集" 1927年、 "ニューアメリカン歌集" 1950年）の収集も行った。詩集でもピューリッツァー賞を受賞している。彼の子ども向けの物語（もともと自分の娘のためのもの）1920年の"ロータバガ・ストーリーズ"と"ロータバガのハト" は、よく知られている。1923年から、その中でヨーロッパの子ども読み物の中に出てくる騎士や妖精の代わりに、アメリカの中西部（ "ロータバカ地方"）を背景に使っている。
有名な6巻本の"リンカーン伝"もシカゴで執筆が始められた。『リンカーン　大草原の時代』1926年から、『リンカーン　南北戦争』1939年まで、並びに『成長するアブラハム・リンカーン』1928年、そして『リンカーンの妻マリー・リンカーンの伝記』1932年まで。1940年彼はリンカーンに関する仕事で、ピューリッツァー賞（歴史書部門）を受賞している。1959年には、指揮者アーロン・コープランドがニューヨーク・フィルハーモニー交響楽団と演奏した「リンカーンの肖像」というレコードでグラミー賞を受賞している。
唯一の小説『リメンバランス・ロック(Remembrance Rock)』は、1948年に刊行されている。彼は自叙伝風の作品も残している（„Always the young strangers“ 1953,年、„Ever the winds of change“ 1983年）。
そのほか、映画やテレビのための脚本も５本執筆している。最初の脚本は、1941年の記録映画で「爆撃機」というもの。義理の兄エドワード・スタイケンが企画した「人間家族」（The Family of Man）という展覧会のカタログに序文を寄せたこともある。
1928年、ミシガン州のハーバートに転居。1930年代の経済危機に際して、社会主義運動の側で積極的に活動した。1945年以降、ノースカロライナ州フラットロックの“コネマラ”で執筆に打ち込んだ。この場所は現在アメリカ合衆国国立史跡に指定されている。

## 作品
英語版（en:Carl Sandburg#Selected list of works 21:12, 28 December 2008）より抜粋
Here is an incomplete list of books and anthologies published by Sandburg:
- In Reckless Ecstasy (1904) (poetry) (originally published as Charles Sandburg)
- Abe Lincoln Grows Up (N/A)
- Incidentals (1904) (poetry and prose) (originally published as Charles Sandburg)
- Plaint of a Rose (1908) (poetry) (originally published as Charles Sandburg)
- Joseffy (1910) (prose) (originally published as Charles Sandburg)
- You and Your Job (1910) (prose) (originally published as Charles Sandburg)
- Chicago Poems (1916) (poetry)（安藤一郎・訳、岩波文庫、1957年、ISBN 4-00-323181-3）
- Cornhuskers (1918) (poetry)
- Chicago Race Riots (1919) (prose) (with an introduction by Walter Lippmann)
- Clarence Darrow of Chicago (1919) (prose)
- Smoke and Steel (1920) (poetry)
- Rootabaga Stories (1920) (children's stories)
- Slabs of the Sunburnt West (1922) (poetry)
- Rootabaga Pigeons (1923) (children's stories)
- Selected Poems (1926) (poetry)
- Abraham Lincoln: The Prairie Years (1926) (biography)（坂下昇・訳、新潮社、1972年)
- The American Songbag (1927) (folk songs)
- Songs of America (1927) (folk songs) (collected by Sandburg; edited by Alfred V. Frankenstein)
- Abe Lincoln Grows Up (1928) (biography [primarily for children])
- Good Morning, America (1928) (poetry)
- Steichen the Photographer (1929) (history)
- Early Moon (1930) (poetry)
- Potato Face (1930) (children's stories)
- Mary Lincoln: Wife and Widow (1932) (biography)
- The People, Yes (1936) (poetry)
- Abraham Lincoln: The War Years (1939) (biography)（坂下昇・訳、新潮社、1972年)
- Storm over the Land (1942) (biography) (excerpts from Sandburg's own Abraham Lincoln: The War Years)
- Road to Victory (1942) (exhibition catalog) (text by Sandburg; images compiled by Edward Steichen and published by the Museum of Modern Art)
- Home Front Memo (1943) (essays)
- Remembrance Rock (1948) (novel)
- Lincoln Collector: the story of the Oliver R.  Barrett Lincoln collection (1949) (prose)
- The New American Songbag (1950) (folk songs)
- Complete Poems (1950) (poetry)
- The wedding procession of the rag doll and the broom handle and who was in it (1950) (children's story)
- Always the Young Strangers (1953) (autobiography)
- Selected poems of Carl Sandburg (1954) (poetry) (edited by Rebecca West)
- The Family of Man (1955) (exhibition catalog) (introduction; images compiled by Edward Steichen)
- Prairie-town boy (1955) (autobiography) (essentially excerpts from Always the Young Strangers)
- Sandburg Range (1957) (prose and poetry)
- Harvest Poems, 1910-1960 (1960) (poetry)
- Wind Song (1960) (poetry)
- Honey and Salt (1963) (poetry)
- The Letters of Carl Sandburg (1968) (autobiographical/correspondence) (edited by Herbert Mitgang)
- Breathing Tokens (poetry by Sandburg, edited by Margaret Sandburg) (1978) (poetry)
- Ever the Winds of Chance (1983) (autobiography) (started by Sandburg, completed by Margaret Sandburg and George Hendrick)
- Carl Sandburg at the movies : a poet in the silent era, 1920-1927 (1985) (selections of his reviews of silent movies - collected and edited by Dale Fetherling and Doug Fetherling)
- Billy Sunday and other poems (1993) (edited with an introduction by George Hendrick and Willene Hendrick)
- Poems for children nowhere near old enough to vote (1999) (compiled and with an introduction by George and Willene Hendrick)
- Abraham Lincoln : the prairie years and the war years (2007) (illustrated edition with an introduction by Alan Axelrod)

## 日本語訳
- 『わが少年期』斎藤数衛, 吉田三雄訳. 新鋭社, 1956
- 『シカゴ詩集』安藤一郎 訳. 岩波文庫, 1957
- 『若き日のリンカーン』(少年少女世界のノンフィクション）白木茂訳 ; 武部本一郎 絵. 偕成社, 1965
- 『リンカーン』上笙一郎訳編　世界の名作図書館 44　講談社, 1967
- 『風のうた』 (少年少女学研文庫）安藤一郎 訳, 堀内誠一絵. 学習研究社, 1970
- 『エブラハム・リンカーン 1 (大草原時代)』坂下昇訳. 新潮社, 1972
- 『エブラハム・リンカーン 2 (南北戦争)』坂下昇 訳. 新潮社, 1972
- 『エブラハム・リンカーン 3 (民主主義の試練)』坂下昇 訳. 新潮社, 1972
- 『サンドバーグ詩集』安藤一郎, 河野一郎訳. 新潮文庫, 1974